# Peder Galle
Peder Galle, född före 1476, död cirka 1538, var en svensk katolsk präst, professor i teologi, ärkediakon av Uppsala stift och riksdagsledamot för prästeståndet. 

## Biografi
Peder Galle föddes som tillhörande den adliga ätten Galle, som förde tre ulvtänder i vapnet. 
Galle inskrevs 1 maj 1476 som student vid Rostocks universitet och studerade senare även i Rom. Han omnämnes på 1480-talet såsom magister artium liberalium och som föreläsare vid Uppsala universitet. 1487 synes han ha tjänstgjort som kyrkoherde i Närtuna. Han promoverades 1500 till teologie doktor, antagligen vid Sienas universitet. 1504 och 1512 var han på nytt i Uppsala såsom doktor och kantor vid domkapitlet, lär sedermera ha varit ärkedjäkne. Han omtalas efter 1520 som scholasticus i Uppsala och kallar sig i en handling från år 1531 teol. professor. 
Såsom assistent vid Kristian II:s kröning var han ögonvittne till Stockholms blodbad och författade tillsammans med några andra kaniker, på riksföreståndaren Gustaf Erikssons uppdrag, en berättelse om detsamma. 

### Reformationen i Sverige
Vid slutet av 1526 bestämde sig Gustav Vasa efter inrådan från Laurentius Andreæ att få till stånd ett religionssamtal mellan lutherska läran och den katolska. För detta ändamål sände konungen i brev den 4 december tio frågor till Galle med begäran att denne som var "en doctor i then helie scripth", skulle före julafton skriftligen från sin ståndpunkt besvara dem. Senare tillkom ytterligare två frågor. Frågorna som författats av Laurentius Andreæ gällde bibelstödet för vissa katolska sedvänjor som helgondyrkan och tron på skärselden och var uppenbart formulerade för att ifrågasätta den katolska tron. Peder Galle torde ha författat sitt svar, men på inrådan av Hans Brask undvek han att offentligt bemöta Olaus Petri, som också fått och besvarat frågorna och vid jultiden två gånger reste upp till Uppsala i en disputation.
Den gamla uppgiften om en formlig disputation i Uppsala (1524 enligt Erik Jöransson Tegel, 1525 enligt Peder Swart) har visat sig oriktig. 
Däremot ägde en disputation verkligen rum under Västerås riksdag 1527, men icke under den orofulla dagen efter Gustavs avsägelse, utan först sedan ständerna givit sitt svar på kungens "framsättningar", varför den inte kan ha inverkat på Västerås riksdagsbeslut, vilket förr vanligen antagits. Redan före denna disputation, i maj 1527, hade Olaus Petri i tryckt format utgivit Galles svar på kungens spörsmål och sin vederläggning under titeln Swaar påå tolf spörsmål. Galle framstår i denna skrift såsom en skarpsinnig, lärd och fyndig man. Med lugn och värdighet försvarade han sin ståndpunkt, kristendomen sådan den av kyrkofäderna utlades. 
1527 utsågs han till den ene representanten för Uppsala domkapitel vid Västerås riksdag, likaså till kyrkomötet i Strängnäs 1537. 
Han dog antagligen 1537 eller i början av 1538.